# Campionati europei di pattinaggio di figura 2015
I Campionati europei di pattinaggio di figura 2015 sono la 107ª edizione della competizione di pattinaggio di figura, valida per la stagione 2014-2015. Si sono svolti dal 26 gennaio 2015 al 1º febbraio 2015 all'Ericsson Globe di Stoccolma (Svezia). In programma le gare di singolo maschile e femminile, coppie e danza su ghiaccio. Saranno ammessi i pattinatori nati entro il 1º luglio 1999, provenienti da una nazione europea membro della International Skating Union.

## Numero di partecipanti per discipline
In base ai risultati del Campionato europeo 2014, ogni nazione membro dell'ISU può schierare da 1 a 3 partecipanti.
| Posti                                            | Singolo maschile                       | Singolo femminile                       | Coppie                                       | Danza su ghiaccio                                        |
| ------------------------------------------------ | -------------------------------------- | --------------------------------------- | -------------------------------------------- | -------------------------------------------------------- |
| 3                                                | Russia Rep. Ceca                       | Russia Italia                           | Russia Italia                                | Italia Russia                                            |
| 2                                                | Spagna Germania Francia Belgio Israele | Francia Estonia Germania Svezia Georgia | Francia Germania Israele Estonia Regno Unito | Regno Unito Azerbaigian Germania Lituania Francia Spagna |
| I paesi non in lista hanno un solo partecipante. |                                        |                                         |                                              |                                                          |

## Partecipanti
Sono stati ammessi i pattinatori che hanno compiuto 15 anni entro il 1º luglio 2014.
Le Associazioni Nazionali selezionano i partecipanti secondo i propri criteri ma valgono le regole ISU che i loro atleti debbano aver conseguito il punteggio tecnico minimo richiesto ad un evento internazionale prima dei Campionati del Mondo, al fine di essere ammessi a partecipare a questo evento.
Le medaglie sono assegnate nelle discipline del singolo maschile, singolo donne, coppie e danza su ghiaccio. L'evento sarà determinante per il numero di partecipanti che ogni paese potrà inviare ai Campionati europei 2016.
| Paese       | Singolo maschile                            | Singolo femminile                                     | Coppie | Danza su ghiaccio                                                                                    |
| ----------- | ------------------------------------------- | ----------------------------------------------------- | --- | --- |
| Armenia     | Slavik Hayrapetyan                          | Anastasia Galustyan                                   | | |
| Austria     | Manuel Koll                                 | Kerstin Frank                                         | Miriam Ziegler / Severin Kiefer                                                                                  | Barbora Silná / Juri Kurakin                                                                         |
| Azerbaigian | Larry Loupolover                            |                                                       | | |
| Bielorussia | Pavel Ignatenko                             | Janina Makeenka                                       | Maryja Paljakova / Nikita Bočkov                                                                                 | Viktoryja Kavaljova / Jurij Beljajev                                                                 |
| Belgio      |                                             |                                                       | | Cecilie Postiaux / Richard Postiaux                                                                  |
| Bulgaria    |                                             | Daniela Stoeva                                        | Elizaveta Makarova / Leri Kenčadze                                                                               | |
| Rep. Ceca   | Michal Březina Petr Coufal Pavel Kaška      | Eliška Březinová                                      | | Cortney Mansour / Michal Češka                                                                       |
| Danimarca   | Justus Strid                                | Pernille Sørensen                                     | | Laurence Fournier Beaudry / Nikolaj Sørensen                                                         |
| Estonia     | Samuel Koppel                               | Gerli Liinamäe Helery Hälvin                          | | Irina Shtork / Taavi Rand                                                                            |
| Finlandia   | Valter Virtanen                             | Kiira Korpi                                           | | Olesia Karmi / Max Lindholm                                                                          |
| Francia     | Florent Amodio Chafik Besseghier            | Laurine Lecavelier Maé-Bérénice Méité                 | Vanessa James / Morgan Ciprès                                                                                    | Gabriella Papadakis / Guillaume Cizeron                                                              |
| Georgia     | Armen Agaian                                | Elene Gedevanishvili                                  | | Tatiana Kozmava / Aleksandr Zolotarev                                                                |
| Germania    | Peter Liebers Franz Streubel                | Nicole Schott Nathalie Weinzierl                      | Minerva Fabienne Hase / Nolan Seegert Mari Vartmann / Aaron Van Cleave                                           | Jennifer Urban / Sevan Leche Nelli Zhiganshina / Alexander Gazsi                                     |
| Regno Unito | Phillip Harris                              | Karly Robertson                                       | Amani Fancy / Christopher Boyadji Caitlin Yankowskas / Hamish Gaman                                              | Penny Coomes / Nicholas Buckland Olivia Smart / Joseph Buckland                                      |
| Ungheria    | Kristof Forgo                               | Ivett Tóth                                            | | Carolina Moscheni / Ádám Lukács                                                                      |
| Israele     | Alexei Bychenko Daniel Samohin              | Netta Schreiber                                       | | Allsion Reed / Vasili Rogov                                                                          |
| Italia      | Ivan Righini                                | Micol Cristini Roberta Rodeghiero Giada Russo         | Alessandra Cernuschi / Filippo Ambrosini Nicole Della Monica / Matteo Guarise Valentina Marchei / Ondřej Hotárek | Anna Cappellini / Luca Lanotte Charlène Guignard / Marco Fabbri Misato Komasubara / Andrea Fabbri    |
| Lettonia    |                                             | Angelina Kučvaļska                                    | | Olga Jakushina / Andrey Nevskiy                                                                      |
| Lituania    |                                             | Aleksandra Golovkina                                  | | Taylor Tran / Saulius Ambrulevičius                                                                  |
| Lussemburgo |                                             | Fleur Maxwell                                         | | |
| Paesi Bassi |                                             | Niki Wories                                           | | |
| Norvegia    | Sondre Oddvoll Bøe                          | Camilla Gjersem                                       | | |
| Polonia     | Patrick Myzyk                               | Agata Kryger                                          | | Natalia Kaliszek / Maksim Spodirev                                                                   |
| Romania     | Zoltán Kelemen                              | Julia Sauter                                          | | |
| Russia      | Maksim Kovtun Ad'jan Pitkeev Sergej Voronov | Anna Pogorilaja Elena Radionova Elizaveta Tuktamyševa | Juko Kavaguti / Aleksandr Smirnov Ksenija Stolbova / Fëdor Klimov Evgenija Tarasova / Vladimir Morozov           | Elena Il'inych / Ruslan Žiganšin Ksenija Mon'ko / Kirill Chaljavin Aleksandra Stepanova / Ivan Bukin |
| Slovacchia  | Marco Klepoch                               | Nicole Rajicova                                       | | Federica Testa / Lukáš Csölley                                                                       |
| Spagna      | Javier Fernández Javier Raya                | Sonia Lafuente                                        | | Sara Hurtado / Adria Diaz Celia Robledo / Luis Fenero                                                |
| Svezia      | Alexander Majorov                           | Joshi Helgesson Viktoria Helgesson                    | | |
| Svizzera    | Stéphane Walker                             | Eveline Brunner                                       | | Katarina Paice / Yuri Yeremenko                                                                      |
| Turchia     | Engin Ari Artan                             | Birce Atabey                                          | | Alisa Agafanova / Alper Uçar                                                                         |
| Ucraina     | Jaroslav Paniot                             | Natalija Popova                                       | | Oleksandra Nazarova / Maksym Nikitin                                                                 |

## Medagliere
| Pos.   | Paese   | Oro | Argento | Bronzo | Totale |
| ------ | ------- | --- | ------- | ------ | ------ |
| 1      | Russia  | 2   | 3       | 4      | 9      |
| 2      | Francia | 1   | 0       | 0      | 1      |
| 2      | Spagna  | 1   | 0       | 0      | 1      |
| 4      | Italia  | 0   | 1       | 0      | 1      |
| Totale | Totale  | 4   | 4       | 4      | 12     |

## Risultati

### Singolo maschile
| Posizione                           | Nome               | Nazione     | Totale   | Programma corto | Programma corto | Programma libero | Programma libero |
| ----------------------------------- | ------------------ | ----------- | -------- | --------------- | --------------- | ---------------- | ---------------- |
| Oro                                 | Javier Fernández   | Spagna      | 262.49   | 1               | 89.24           | 1                | 173.25           |
| Argento                             | Maksim Kovtun      | Russia      | 235.68   | 4               | 78.21           | 2                | 157.47           |
| Bronzo                              | Sergej Voronov     | Russia      | 233.05   | 2               | 81.06           | 3                | 151.99           |
| 4                                   | Alexei Bychenko    | Israele     | 220.22   | 7               | 73.63           | 4                | 146.59           |
| 5                                   | Michal Březina     | Rep. Ceca   | 220.11   | 3               | 80.86           | 7                | 139.25           |
| 6                                   | Peter Liebers      | Germania    | 213.57   | 5               | 75.48           | 8                | 138.09           |
| 7                                   | Ad'jan Pitkeev     | Russia      | 210.87   | 9               | 69.78           | 6                | 141.09           |
| 8                                   | Ivan Righini       | Italia      | 210.75   | 11              | 67.45           | 5                | 143.30           |
| 9                                   | Florent Amodio     | Francia     | 210.11   | 6               | 74.06           | 10               | 136.05           |
| 10                                  | Daniel Samohin     | Israele     | 209.93   | 8               | 72.65           | 9                | 137.28           |
| 11                                  | Alexander Majorov  | Svezia      | 202.57   | 10              | 68.10           | 11               | 134.47           |
| 12                                  | Petr Coufal        | Rep. Ceca   | 187.82   | 16              | 57.47           | 12               | 130.35           |
| 13                                  | Franz Streubel     | Germania    | 186.18   | 13              | 64.45           | 13               | 121.73           |
| 14                                  | Javier Raya        | Spagna      | 173.70   | 21              | 53.80           | 14               | 119.90           |
| 15                                  | Phillip Harris     | Regno Unito | 173.67   | 12              | 65.16           | 17               | 108.51           |
| 16                                  | Jaroslav Paniot    | Ucraina     | 171.24   | 14              | 63.25           | 18               | 107.99           |
| 17                                  | Pavel Kaška        | Rep. Ceca   | 166.06   | 17              | 56.83           | 15               | 19.23            |
| 18                                  | Valtter Virtanen   | Finlandia   | 164.80   | 15              | 58.31           | 19               | 106.49           |
| 19                                  | Justus Strid       | Danimarca   | 162.05   | 22              | 53.28           | 16               | 108.77           |
| 20                                  | Patrick Myzyk      | Polonia     | 159.73   | 18              | 56.12           | 20               | 103.61           |
| 21                                  | Pavel Ignatenko    | Bielorussia | 156.41   | 19              | 55.79           | 21               | 100.62           |
| 22                                  | Sondre Oddvoll Bøe | Norvegia    | 155.27   | 20              | 55.73           | 22               | 99.54            |
| 23                                  | Larry Loupolover   | Azerbaigian | 139.29   | 23              | 51.01           | 23               | 88.28            |
| WD                                  | Chafik Besseghier  | Francia     | ritirato | 24              | 49.61           | ritirato         | ritirato         |
| Non qualificati al programma libero |                    |             |          |                 |                 |                  |                  |
| 25                                  | Slavik Hayrapetyan | Armenia     | 48.93    | 25              | 48.93           | N.D.             | N.D.             |
| 26                                  | Stéphane Walker    | Svizzera    | 48.86    | 26              | 48.86           | N.D.             | N.D.             |
| 27                                  | Engin Ali Artan    | Turchia     | 48.76    | 27              | 48.76           | N.D.             | N.D.             |
| 28                                  | Samuel Koppel      | Estonia     | 46.36    | 28              | 46.36           | N.D.             | N.D.             |
| 29                                  | Marco Klepoch      | Slovacchia  | 44.81    | 29              | 44.81           | N.D.             | N.D.             |
| 30                                  | Manuel Koll        | Austria     | 43.56    | 30              | 43.56           | N.D.             | N.D.             |

### Singolo femminile
| Posizione                               | Nome                  | Nazione     | Totale   | Programma corto | Programma corto | Programma libero | Programma libero |
| --------------------------------------- | --------------------- | ----------- | -------- | --------------- | --------------- | ---------------- | ---------------- |
| Oro                                     | Elizaveta Tuktamyševa | Russia      | 210.40   | 2               | 69.02           | 1                | 141.38           |
| Argento                                 | Elena Radionova       | Russia      | 209.54   | 1               | 70.46           | 2                | 139.08           |
| Bronzo                                  | Anna Pogorilaja       | Russia      | 191.81   | 3               | 66.10           | 3                | 125.71           |
| 4                                       | Joshi Helgesson       | Svezia      | 169.07   | 6               | 59.55           | 4                | 109.52           |
| 5                                       | Viktoria Helgesson    | Svezia      | 166.39   | 5               | 60.37           | 6                | 106.02           |
| 6                                       | Maé-Bérénice Méité    | Francia     | 156.47   | 7               | 55.84           | 9                | 100.63           |
| 7                                       | Angelina Kučvaļska    | Lettonia    | 156.37   | 17              | 49.28           | 5                | 107.09           |
| 8                                       | Roberta Rodeghiero    | Italia      | 154.52   | 11              | 51.79           | 7                | 102.73           |
| 9                                       | Nicole Schott         | Germania    | 153.63   | 9               | 52.03           | 8                | 101.60           |
| 10                                      | Laurine Lecavelier    | Francia     | 151.43   | 13              | 51.58           | 10               | 99.85            |
| 11                                      | Nicole Rajičová       | Slovacchia  | 149.44   | 8               | 53.78           | 12               | 95.66            |
| 12                                      | Nathalie Weinzierl    | Germania    | 148.78   | 15              | 50.80           | 11               | 97.98            |
| 13                                      | Anastasia Galustyan   | Armenia     | 147.18   | 12              | 51.78           | 14               | 95.40            |
| 14                                      | Eveline Brunner       | Svizzera    | 143.97   | 10              | 52.00           | 15               | 91.97            |
| 15                                      | Eliška Březinová      | Rep. Ceca   | 143.05   | 21              | 47.40           | 13               | 95.65            |
| 16                                      | Natalija Popova       | Ucraina     | 138.27   | 18              | 49.21           | 16               | 89.06            |
| 17                                      | Kerstin Frank         | Austria     | 133.72   | 16              | 50.74           | 19               | 82.98            |
| 18                                      | Sonia Lafuente        | Spagna      | 131.60   | 20              | 48.53           | 18               | 83.07            |
| 19                                      | Aleksandra Golovkina  | Lituania    | 131.47   | 23              | 45.01           | 17               | 86.46            |
| 20                                      | Fleur Maxwell         | Lussemburgo | 128.47   | 14              | 51.36           | 22               | 77.11            |
| 21                                      | Camilla Gjersem       | Norvegia    | 128.10   | 22              | 46.82           | 20               | 81.28            |
| 22                                      | Gerli Liinamäe        | Estonia     | 124.31   | 24              | 44.46           | 21               | 79.85            |
| 23                                      | Elene Gedevanishvili  | Georgia     | 122.88   | 19              | 49.20           | 23               | 73.68            |
| WD                                      | Kiira Korpi           | Finlandia   | ritirata | 4               | 60.60           | ritirata         | ritirata         |
| Non qualificate per il programma libero |                       |             |          |                 |                 |                  |                  |
| 25                                      | Birce Atabey          | Turchia     | 44.17    | 25              | 44.17           | N.D.             | N.D.             |
| 26                                      | Karly Robertson       | Regno Unito | 43.91    | 26              | 43.91           | N.D.             | N.D.             |
| 27                                      | Pernille Sørensen     | Danimarca   | 43.60    | 27              | 43.60           | N.D.             | N.D.             |
| 28                                      | Giada Russo           | Italia      | 43.13    | 28              | 43.13           | N.D.             | N.D.             |
| 29                                      | Daša Grm              | Slovenia    | 43.10    | 29              | 43.10           | N.D.             | N.D.             |
| 30                                      | Helery Halvin         | Estonia     | 43.10    | 30              | 43.10           | N.D.             | N.D.             |
| 31                                      | Niki Wories           | Paesi Bassi | 42.53    | 31              | 42.53           | N.D.             | N.D.             |
| 32                                      | Netta Schreiber       | Israele     | 42.45    | 32              | 42.45           | N.D.             | N.D.             |
| 33                                      | Ivett Toth            | Ungheria    | 39.16    | 33              | 39.16           | N.D.             | N.D.             |
| 34                                      | Micol Cristini        | Italia      | 38.43    | 34              | 38.43           | N.D.             | N.D.             |
| 35                                      | Julia Sauter          | Romania     | 36.70    | 35              | 36.70           | N.D.             | N.D.             |
| 36                                      | Daniela Stoeva        | Bulgaria    | 35.70    | 36              | 35.70           | N.D.             | N.D.             |
| 37                                      | Janina Makeenka       | Bielorussia | 33.78    | 37              | 33.78           | N.D.             | N.D.             |
| 38                                      | Agata Kryger          | Polonia     | 29.34    | 38              | 29.34           | N.D.             | N.D.             |

### Coppie
| Posizione | Nome                                     | Nazione     | Totale | Programma corto | Programma corto | Programma libero | Programma libero |
| --------- | ---------------------------------------- | ----------- | ------ | --------------- | --------------- | ---------------- | ---------------- |
| Oro       | Juko Kavaguti / Aleksandr Smirnov        | Russia      | 207.67 | 2               | 69.86           | 1                | 137.81           |
| Argento   | Ksenija Stolbova / Fëdor Klimov          | Russia      | 201.11 | 1               | 71.38           | 2                | 129.73           |
| Bronzo    | Evgenija Tarasova / Vladimir Morozov     | Russia      | 183.02 | 5               | 57.13           | 3                | 125.89           |
| 4         | Valentina Marchei / Ondřej Hotárek       | Italia      | 175.39 | 4               | 57.95           | 4                | 117.44           |
| 5         | Vanessa James / Morgan Ciprès            | Francia     | 167.29 | 3               | 60.13           | 6                | 107.16           |
| 6         | Nicole Della Monica / Matteo Guarise     | Italia      | 155.77 | 8               | 48.43           | 5                | 107.34           |
| 7         | Mari Vartmann / Aaron Van Cleave         | Germania    | 155.27 | 6               | 54.36           | 7                | 100.91           |
| 8         | Miriam Ziegler / Severin Kiefer          | Austria     | 136.80 | 9               | 43.79           | 8                | 93.01            |
| 9         | Caitlin Yankowskas / Hamish Gaman        | Regno Unito | 123.42 | 7               | 49.29           | 14               | 74.13            |
| 10        | Alessandra Cernuschi / Filippo Ambrosini | Italia      | 123.19 | 13              | 39.70           | 9                | 83.49            |
| 11        | Minerva Fabienne Hase / Nolan Seegert    | Germania    | 121.29 | 11              | 42.13           | 10               | 79.16            |
| 12        | Amani Fancy / Christopher Boyadji        | Regno Unito | 118.92 | 12              | 41.13           | 12               | 77.79            |
| 13        | Elizaveta Makarova / Leri Kenčadze       | Bulgaria    | 117.65 | 14              | 39.00           | 11               | 78.65            |
| 14        | Maryja Paljakova / Nikita Bočkov         | Bielorussia | 117.52 | 10              | 42.58           | 13               | 74.94            |

### Danza su ghiaccio
| Posizione                               | Nome                                         | Nazione     | Totale   | Programma corto | Programma corto | Programma libero | Programma libero |
| --------------------------------------- | -------------------------------------------- | ----------- | -------- | --------------- | --------------- | ---------------- | ---------------- |
| Oro                                     | Gabriella Papadakis / Guillaume Cizeron      | Francia     | 179.97   | 1               | 71.06           | 1                | 108.91           |
| Argento                                 | Anna Cappellini / Luca Lanotte               | Italia      | 171.52   | 3               | 69.63           | 2                | 101.89           |
| Bronzo                                  | Aleksandra Stepanova / Ivan Bukin            | Russia      | 160.95   | 4               | 64.95           | 3                | 96.00            |
| 4                                       | Elena Il'inych / Ruslan Žiganšin             | Russia      | 159.83   | 2               | 69.94           | 8                | 89.89            |
| 5                                       | Sara Hurtado / Adrià Díaz                    | Spagna      | 155.81   | 6               | 62.59           | 4                | 93.22            |
| 6                                       | Charlène Guignard / Marco Fabbri             | Italia      | 154.61   | 7               | 62.10           | 5                | 92.51            |
| 7                                       | Nelli Zhiganshina / Alexander Gazsi          | Germania    | 152.57   | 8               | 61.98           | 7                | 90.59            |
| 8                                       | Federica Testa / Lukáš Csölley               | Slovacchia  | 150.57   | 5               | 62.91           | 10               | 87.66            |
| 9                                       | Laurence Fournier Beaudry / Nikolaj Sørensen | Danimarca   | 150.53   | 9               | 61.69           | 9                | 88.84            |
| 10                                      | Ksenija Mon'ko / Kirill Chaljavin            | Russia      | 149.29   | 11              | 58.34           | 6                | 90.95            |
| 11                                      | Oleksandra Nazarova / Maksym Nikitin         | Ucraina     | 139.02   | 12              | 54.66           | 11               | 84.36            |
| 12                                      | Alisa Agafonova / Alper Uçar                 | Turchia     | 137.47   | 13              | 53.27           | 12               | 84.20            |
| 13                                      | Irina Shtork / Taavi Rand                    | Estonia     | 132.18   | 14              | 52.01           | 13               | 80.17            |
| 14                                      | Natalia Kaliszek / Maksym Spodyriev          | Polonia     | 131.13   | 15              | 51.69           | 14               | 79.44            |
| 15                                      | Carolina Moscheni / Ádám Lukács              | Ungheria    | 127.43   | 16              | 51.44           | 16               | 75.99            |
| 16                                      | Allison Reed / Vasili Rogov                  | Israele     | 125.38   | 17              | 49.74           | 17               | 75.64            |
| 17                                      | Cortney Mansour / Michal Češka               | Rep. Ceca   | 124.51   | 19              | 47.33           | 15               | 77.18            |
| 18                                      | Barbora Silná / Juri Kurakin                 | Austria     | 124.46   | 18              | 49.27           | 18               | 75.19            |
| 19                                      | Olesia Karmi / Max Lindholm                  | Finlandia   | 121.29   | 20              | 46.98           | 19               | 74.31            |
| WD                                      | Penny Coomes / Nicholas Buckland             | Regno Unito | ritirati | 10              | 60.16           | ritirati         | ritirati         |
| Non qualificati per il programma libero |                                              |             |          |                 |                 |                  |                  |
| 21                                      | Jennifer Urban / Sevan Lerche                | Germania    | 43.07    | 21              | 43.07           | N.D.             | N.D.             |
| 22                                      | Celia Robledo / Luis Fenero                  | Spagna      | 42.89    | 22              | 42.89           | N.D.             | N.D.             |
| 23                                      | Misato Komatsubara / Andrea Fabbri           | Italia      | 42.83    | 23              | 42.83           | N.D.             | N.D.             |
| 24                                      | Taylor Tran / Saulius Ambrulevičius          | Lituania    | 42.72    | 24              | 42.72           | N.D.             | N.D.             |
| 25                                      | Viktoryja Kavaljova / Jurij Beljajev         | Bielorussia | 42.40    | 25              | 42.40           | N.D.             | N.D.             |
| 26                                      | Olga Jakushina / Andrey Nevskiy              | Lettonia    | 40.40    | 26              | 40.40           | N.D.             | N.D.             |
| 27                                      | Tatiana Kozmava / Aleksandr Zolotarev        | Georgia     | 40.20    | 27              | 40.20           | N.D.             | N.D.             |
| 28                                      | Cecile Postiaux / Richard Postiaux           | Belgio      | 37.37    | 28              | 37.37           | N.D.             | N.D.             |
| 29                                      | Katarina Paice / Jurij Erëmenko              | Svizzera    | 30.32    | 29              | 30.32           | N.D.             | N.D.             |
| WD                                      | Olivia Smart / Joseph Buckland               | Regno Unito | ritirati | ritirati        | ritirati        | ritirati         | ritirati         |